# Vita vera mixtape: aspettando la Divina Commedia
Vita vera mixtape: aspettando la Divina Commedia è il quarto mixtape del rapper italiano Tedua, pubblicato il 12 giugno 2020 dalla Epic Records.

## Descrizione
Si tratta della seconda parte del precedente Vita vera mixtape, uscito una settimana prima, e contiene dieci brani realizzati con la partecipazione di vari artisti, ovvero Disme, Gemitaiz, MadMan, Massimo Pericolo, Nebbia, Paky, Shiva e Tony Effe. La scelta di includere il sottotitolo la Divina Commedia, oltre a rappresentare un omaggio all'omonimo poema di Dante Alighieri e un'anticipazione rispetto all'uscita dell'omonimo album del rapper (2023), è dovuto al fatto che secondo il rapper esso «è una delle migliori metafore con cui identificarsi nel proprio percorso di vita, soprattutto nella post-adolescenza quando si diventa grandi, si smarrisce la via e l'innocenza di fondo. [...] rappresenta ognuno di noi, dal ragazzo che ha frequentato il liceo a quello dell'alberghiero, a tutti è capitato di perdersi "nella selva oscura"». Nelle rappresentazioni grafiche del progetto si vede Tedua al cospetto del ponte Morandi di Genova, crollato il 14 agosto 2018 e scelto dal rapper come metafora delle porte dell'inferno dantesco.
Il 31 luglio 2020 il mixtape è stato distribuito anche in edizione CD e vinile, comprendendo nella lista tracce anche i brani del precedente Vita vera mixtape.

## Tracce
1. La story infinita (feat. Massimo Pericolo) – 2:50
2. Rari (feat. Paky, Shiva) – 2:14
3. Rap City (feat. Gemitaiz, MadMan) – 2:32
4. Clone – 2:29
5. Pass (feat. Tony Effe) – 2:38
6. Amico – 2:38
7. Sailor Moon – 3:55
8. Figghiò (feat. Nebbia, Disme) – 3:40
9. 2 pezzi – 2:24
10. Lo-fi tu – 2:27

### Edizione CD e LP
1. Lo sai – 3:21
2. Vita vera – 2:45
3. Polvere (feat. Capo Plaza) – 4:13
4. Colori (feat. Rkomi) – 3:53
5. Mare mosso (feat. Bresh) – 3:53
6. Pour toujours (feat. Ghali, Dargen) – 4:00
7. Party HH (feat. Lazza) – 3:31
8. Manhattan (feat. Wild Bandana) – 3:11
9. Purple – 3:10
10. Bro II (feat. Ernia) – 2:16
11. Motivo – 1:53
12. Lo-fi Wuhan – 2:56
13. La story infinita (feat. Massimo Pericolo) – 2:50
14. Rari (feat. Paky, Shiva) – 2:14
15. Rap City (feat. Gemitaiz, MadMan) – 2:32
16. Clone – 2:29
17. Pass (feat. Tony Effe) – 2:38
18. Amico – 2:38
19. Sailor Moon – 3:55
20. Figghiò (feat. Nebbia, Disme) – 3:40
21. 2 pezzi – 2:24
22. Lo-fi tu – 2:27

Durata totale: 66:49

## Formazione
- Tedua – voce
- Massimo Pericolo – voce aggiuntiva (traccia 1)
- Chris Nolan – produzione (tracce 1-7, 9)
- Paky – voce aggiuntiva (traccia 2)
- Shiva – voce aggiuntiva (traccia 2)
- Gemitaiz – voce aggiuntiva (traccia 3)
- MadMan – voce aggiuntiva (traccia 3)
- Tony Effe – voce aggiuntiva (traccia 5)
- Nebbia – voce aggiuntiva e produzione (traccia 8)
- Disme – voce aggiuntiva (traccia 8)
- Shune – produzione (traccia 10)

## Classifiche

### Classifiche settimanali
| Classifica (2020) | Posizione massima |
| ----------------- | ----------------- |
| Italia            | 1                 |

### Classifiche di fine anno
| Classifica (2020) | Posizione |
| ----------------- | --------- |
| Italia            | 10        |
| Classifica (2021) | Posizione |
| Italia            | 46        |
| Classifica (2022) | Posizione |
| Italia            | 67        |
| Classifica (2023) | Posizione |
| Italia            | 95        |